# Gábor Pogány
Gábor Pogány (Budapest, 28 ottobre 1915 – Roma, 30 ottobre 1999) è stato un direttore della fotografia ungherese naturalizzato italiano.

## Biografia
Nato in Ungheria a Budapest, frequenta la facoltà di Architettura della sua città. Dopo essersi laureato, si trasferisce in Inghilterra, occupandosi di fotografia legata al cinema sino a diventare aiuto operatore.
Alla fine degli anni trenta arriva a Roma, a Cinecittà, dove inizia quella che sarà una lunga carriera di direttore della fotografia, acquisendo successivamente la cittadinanza italiana.
Durante la Repubblica Sociale si trasferisce nel Nord Italia per dirigere la fotografia di alcune pellicole.
Sposa un'italiana, dal matrimonio nascono tre figli: Maurizio, Cristiano (destinato a seguire le orme del padre, sia nel campo del cinema che in quello teatrale come fotografo e datore di luci) e Gabriele (medico specializzato in cardiochirurgia e chirurgia vascolare).
Muore a Roma il 30 ottobre 1999, due giorni dopo il suo ottantaquattresimo compleanno.
Suo figlio Cristiano era morto proprio pochi mesi prima, nel febbraio dello stesso anno.

## Filmografia

Paola Barbara con Vittorio De Sica ne La peccatrice (1940)

- La peccatrice, regia di Amleto Palermi (1940)
- Confessione, regia di Flavio Calzavara (1941)
- Divieto di sosta, regia di Marcello Albani (1942)
- Documento Z 3, regia di Alfredo Guarini (1942)
- Paura d'amare, regia di Gaetano Amata (1942)
- Calafuria, regia di Flavio Calzavara (1943)
- Resurrezione, regia di Flavio Calzavara (1944)
- Aeroporto, regia di Piero Costa (1944)
- Carmela, regia di Flavio Calzavara (1944)
- La contessa Castiglione, regia di Flavio Calzavara (1944)
- L'abito nero da sposa, regia di Luigi Zampa (1944)
- Addio, mia bella Napoli!, regia di Mario Bonnard (1946)
- Fuga nella tempesta, regia di Ignazio Ferronetti (1946)
- Assunta Spina, regia di Mario Mattoli (1947)
- Genoveffa di Brabante, regia di Primo Zeglio (1947)
- La monaca di Monza, regia di Raffaello Pacini (1948)
- L'uomo dal guanto grigio, regia di Camillo Mastrocinque (1948)
- Donne senza nome, regia di Géza von Radványi (1949)
- La fiamma che non si spegne, regia di Vittorio Cottafavi (1949)
- Duello senza onore, regia di Camillo Mastrocinque (1949)
- Il bacio di una morta, regia di Guido Brignone (1949)
- Gli inesorabili, regia di Camillo Mastrocinque (1950)
- Il Cristo proibito, regia di Curzio Malaparte (1950)
- Gorghi nel fiume, regia di Luigi Capuano (1950)
- Ha da venì... don Calogero, regia di Vittorio Vassarotti (1951)
- La vendetta del corsaro, regia di Primo Zeglio (1951)
- Vedi Napoli e poi muori, regia di Riccardo Freda (1952)
- Altri tempi - Zibaldone n. 1, regia di Alessandro Blasetti (1952)
- Spartaco, regia di Riccardo Freda (1953)
- Una di quelle, regia di Aldo Fabrizi (1952)
- La voce del silenzio, regia di Georg Wilhelm Pabst (1953)
- Fermi tutti... arrivo io!, regia di Sergio Grieco (1953)
- Lasciateci in pace, regia di Marino Girolami (1953)
- Siamo donne, regia di Luchino Visconti (1953)
- Delirio, regia di Giorgio Capitani e Pierre Billon (1954)
- Camilla, regia di Luciano Emmer (1954)
- Cose da pazzi, regia di Georg Wilhelm Pabst (1954)
- Giovanna d'Arco al rogo, regia di Roberto Rossellini (1954)
- La figlia di Mata Hari, regia di Renzo Merusi e Carmine Gallone (1954)
- Tempi nostri - Zibaldone n. 2, regia di Alessandro Blasetti (1954)
- Amici per la pelle, regia di Franco Rossi (1955)
- La cortigiana di Babilonia, regia di Carlo Ludovico Bragaglia (1955)
- Non scherzare con le donne, regia di Giuseppe Bennati (1955)
- Beatrice Cenci, regia di Riccardo Freda (1956)
- Londra chiama Polo Nord, regia di Duilio Coletti (1956)
- Amore e chiacchiere, regia di Alessandro Blasetti (1957)
- Moglie e buoi, regia di Leonardo De Mitri (1957)
- Agguato a Tangeri, regia di Riccardo Freda (1957)
- Totò, Vittorio e la dottoressa, regia di Camillo Mastrocinque (1957)
- Camping, regia di Franco Zeffirelli (1957)
- Gli italiani sono matti, regia di Duilio Coletti e Luis María Delgado (1958)
- Pezzo, capopezzo e capitano, regia di Wolfgang Staudte (1958)
- Europa di notte, regia di Alessandro Blasetti (1958)
- Lui, lei e il nonno, regia di Anton Giulio Majano (1959)
- Il magistrato, regia di Luigi Zampa (1959)
- Non perdiamo la testa, regia di Mario Mattoli (1959)
- Prepotenti più di prima, regia di Mario Mattoli (1959)
- La ciociara, regia di Vittorio De Sica (1960)
- La contessa azzurra, regia di Claudio Gora (1960)
- Dolci inganni, regia di Alberto Lattuada (1960)
- Tu che ne dici?, regia di Silvio Amadio (1960)
- Il giudizio universale, regia di Vittorio De Sica (1960)
- Il mondo di notte, regia di Luigi Vanzi (1961)
- L'arciere delle mille e una notte, regia di Antonio Margheriti (1962)
- Venere imperiale, regia di Jean Delannoy (1962)
- Roma contro Roma, regia di Giuseppe Vari (1963)
- Finché dura la tempesta, regia di Bruno Vailati (1963)
- Sette contro la morte, regia di Paolo Bianchini (1963)
- Tutto è musica, regia di Domenico Modugno (1963)
- Romeo e Giulietta, regia di Riccardo Freda (1964)
- L'intrigo, regia di Vittorio Sala (1964)
- Ursus il terrore dei Kirghisi, regia di Antonio Margheriti (1964)
- Amori di una calda estate, regia di Juan Antonio Bardem (1965)
- Dossier 107 mitra e diamanti, regia di Rafael Gil (1965)
- Alle 10:30 di una sera d'estate, regia di Jules Dassin (1966)
- M 5 Codice diamanti, regia di Cliff Owen, Ronald Neame (1966)
- Le piacevoli notti, regia di Armando Crispino e Luciano Lucignani (1966)
- Il dottor Faustus, regia di Richard Burton e Nevill Coghill (1967)
- La morte non conta i dollari, regia di Riccardo Freda (1967)
- Tre morsi alla mela, regia di Alvin Ganzer (1967)
- Violenza per una monaca, regia di Julius Buchs (1967)
- Buonasera, signora Campbell (Buona Sera, Mrs. Campbell), regia di Melvin Frank (1968)
- A doppia faccia, regia di Riccardo Freda (1969)
- Quei temerari sulle loro pazze, scatenate, scalcinate carriole, regia di Ken Annakin (1969)
- Scacco internazionale, regia di Niny Rosati (1969)
- I lupi attaccano in branco, regia di Franco Cirino (1970)
- Io sono Valdez, regia di Edwin Sherim (1971)
- L'uomo dagli occhi di ghiaccio, regia di Alberto De Martino (1971)
- Un uomo dalla pelle dura, regia di Franco Prosperi (1971)
- Maddalena, regia di Jerzy Kawalerowicz (1971)
- Barbablù, regia di Edward Dmytryk, Luciano Sacripanti (1972)
- D'amore si muore, regia di Carlo Carunchio (1972)
- Grande slalom per una rapina, regia di George Englund (1972)
- Pink Floyd: Live at Pompeii, regia di Adrian Maben (1972)
- L'altra faccia del padrino, regia di Franco Prosperi (1973)
- Divorzia lui, divorzia lei, regia di Waris Hussein (1973)
- Una matta, matta, matta corsa in Russia, regia di Eldar Rjazanov e Franco Prosperi (1973)
- L'ultima chance, regia di Maurizio Lucidi (1973)
- La badessa di Castro, regia di Armando Crispino (1974)
- La cugina, regia di Aldo Lado (1974)
- Porgi l'altra guancia, regia di Franco Rossi (1974)
- Labbra di lurido blu, regia di Giulio Petroni (1975)
- Lezioni di violoncello con toccata e fuga, regia di Davide Montemurri (1975)
- L'ultimo treno della notte, regia di Aldo Lado (1975)
- La banca di Monate, regia di Francesco Massaro (1976)
- Quelli della calibro 38, regia di Massimo Dallamano (1976)
- Antonio Gramsci - I giorni del carcere, regia di Lino Del Fra (1977)
- Giovanna D'Arco, regia di Lino Del Fra (1977)
- Kleinhoff Hotel, regia di Carlo Lizzani (1977)
- Nell'occhio della volpe, regia di Antonio Drove (1979)
- Berlino - Opzione zero (Judgment in Berlin), regia di Leo Penn (1988)
- Chiari di luna, regia di Lello Arena (1988)
- Le cinque rose di Jennifer, regia di Tomaso Sherman (1989)
- Rito d'amore, regia di Aldo Lado (1989)
- Stiamo attraversando un brutto periodo, regia di Rodolfo Roberti (1993)